# Albemarle-Island-Klasse
Die Albemarle-Island-Klasse ist ein 1992 bis 1994 in fünf Einheiten gebauter Kühlschiffstyp.

## Einzelheiten
Der Entwurf der dänischen Danyard-Werft in Frederikshavn entstand für den Bananenexportkonzern Grupo Noboa in Ecuador. Gebaut wurden die Schiffe 1992 bis 1994 in fünf Einheiten. Der Kiel des Typschiffes, der Albemarle-Island, wurde am 12. Oktober 1992 gestreckt. Nach der Fertigstellung dieses Schiffes am 1. Juli 1993 folgte die Ablieferung der vier Schwesterschiffe in den folgenden acht Monaten. Der Name der Schiffe besteht jeweils aus einem zusammengesetzten Namen mit angehängtem „Island“. Die technische Bereederung wurde durch die Trireme Vessel Management in Antwerpen übernommen, der operative Einsatz durch die Ecuadorian Line in Miami.
Die fünf Schiffe haben achtern angeordnete Deckshäuser und vier Laderäume mit einem Rauminhalt von rund 17.774 m³. Das mit Ammoniak als Kühlmittel betriebene Kühlsystem galt beim Bau als umweltfreundliche Alternative zu den vorher gängigen Kältemitteln. Darüber hinaus ist die Kühlanlage für den Betrieb mit kontrollierter Atmosphäre (CA) ausgelegt.
An Deck befinden sich zusätzlich Stellplätze für Kühlcontainer sowie sieben hydraulische Deckskräne. Die mittig angeordneten drei Kräne heben je 40 Tonnen, die vier an Steuerbord angebrachten Kräne haben jeweils 10 Tonnen Hubkraft. Die Tragfähigkeit der Schiffe beträgt rund 14.000 Tonnen.

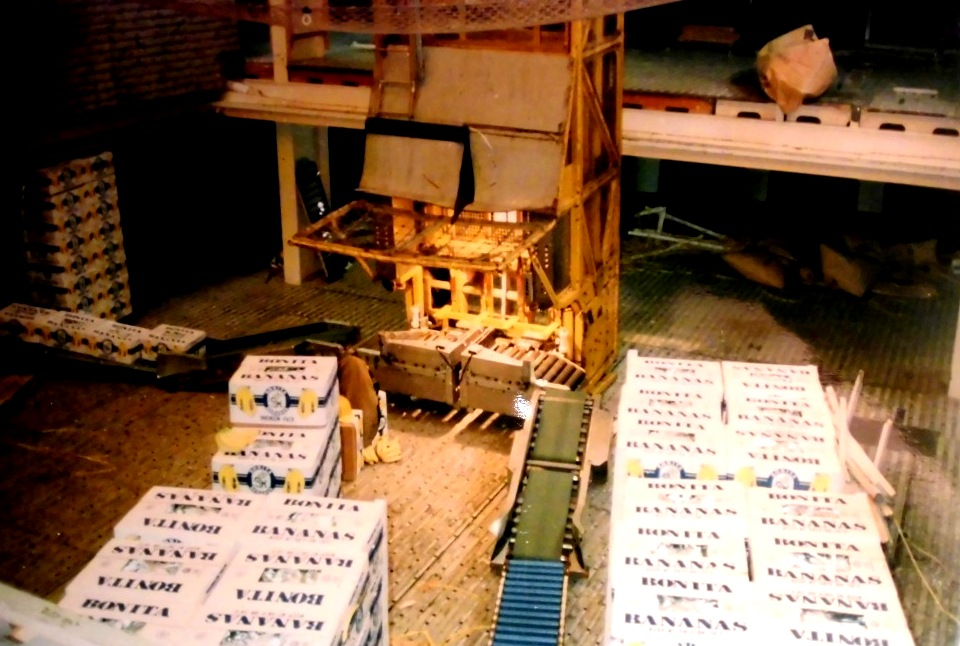
Im Laderaum mit Elevator
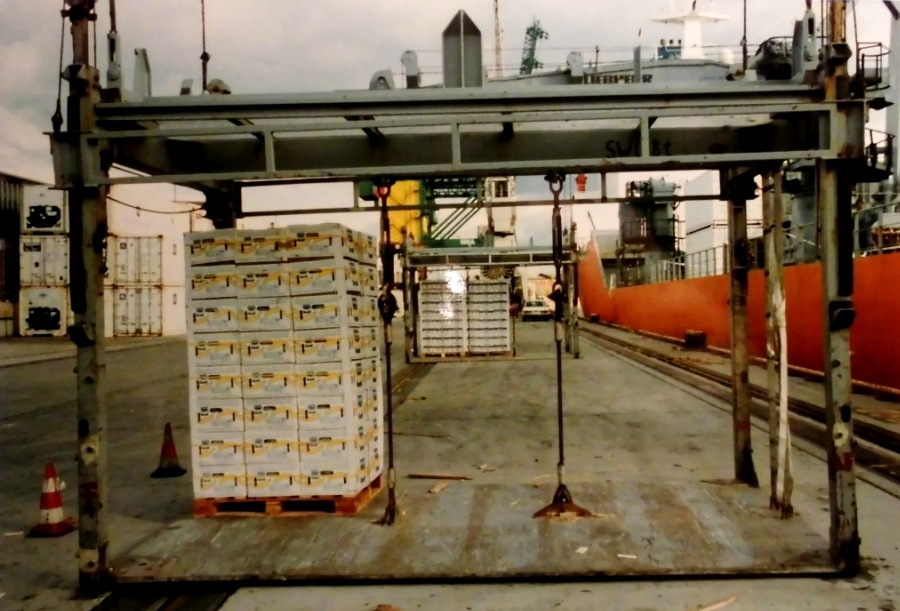
Pallet Swinger beim Umschlag
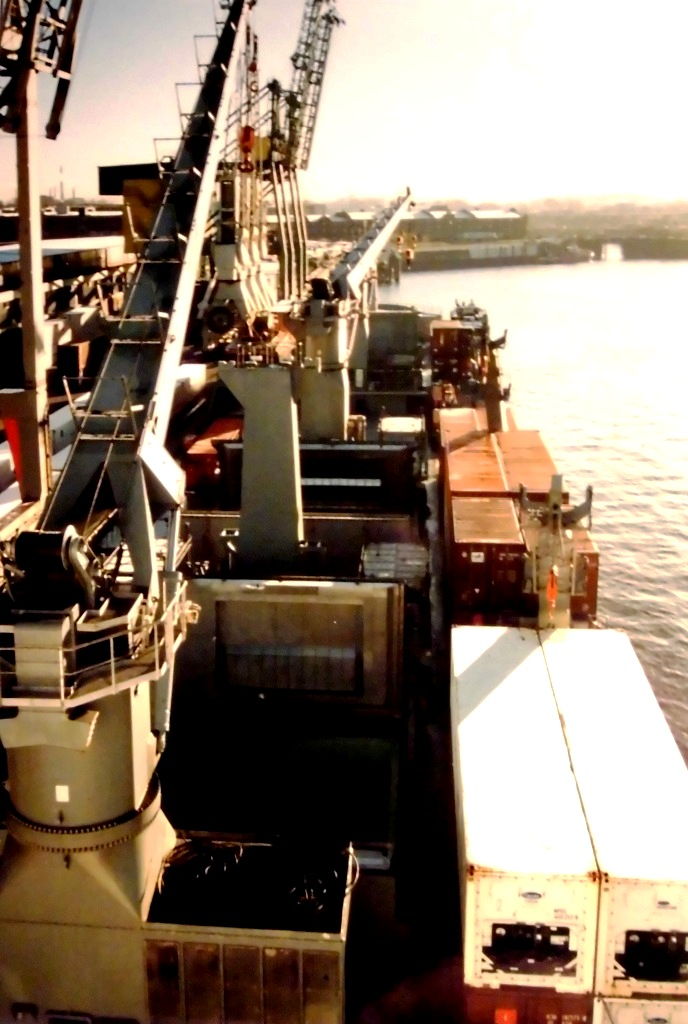
Seitlich angeordnete Pallet Swinger

Der Antrieb erfolgt durch einen von Mitsui gebauten B&W-Zweitakt-Dieselmotor (Typ: 8S60MC) mit 16.320 kW Leistung, der eine Geschwindigkeit von 21,5 Knoten ermöglicht. Es stehen vier MAN-B&W-Hilfsdiesel (Typ: 8L28/32H) mit je 1680 kW Leistung zur Energieversorgung bereit. Die An- und Ablegemanöver werden durch ein Bugstrahlruder unterstützt.
Die Duncan Island wurde am 15. Februar 2020 südlich von Gedser von der dänischen Polizei aufgehalten und nach Kalundborg gebracht. Die Besatzung steht im Verdacht, über 100 kg Kokain geschmuggelt zu haben. Das Schiff wurde arrestiert und alle 27 Besatzungsmitglieder in Untersuchungshaft genommen.

## Die Schiffe
| Albemarle-Island-Klasse | Albemarle-Island-Klasse | Albemarle-Island-Klasse | Albemarle-Island-Klasse | Albemarle-Island-Klasse                             | Albemarle-Island-Klasse    |
| Schiffsname             | Baunummer               | IMO-Nummer              | Ablieferung             | Auftraggeber                                        | Umbenennungen und Verbleib |
| ----------------------- | ----------------------- | ----------------------- | ----------------------- | --------------------------------------------------- | -------------------------- |
| Albemarle Island        | 716                     | 9059602                 | 1. Juli 1993            | Noboa, Guayaquil K/S Difko 81 (LXXXI), Kopenhagen   | So in Fahrt                |
| Barrington Island       | 717                     | 9059614                 | 9. September 1993       | Noboa, Guayaquil K/S Difko 84 (LXXXIV), Kopenhagen  | So in Fahrt                |
| Charles Island          | 718                     | 9059626                 | 5. November 1993        | Noboa, Guayaquil K/S Difko 83 (LXXXIII), Kopenhagen | So in Fahrt                |
| Duncan Island           | 719                     | 9059638                 | 21. Dezember 1993       | Noboa, Guayaquil K/S Difko 84 (LXXXIV), Kopenhagen  | So in Fahrt                |
| Hood Island             | 722                     | 9059640                 | 10. März 1994           | Noboa, Guayaquil K/S Difko 81 (LXXXI), Kopenhagen   | So in Fahrt                |
| Daten: Equasis          |                         |                         |                         |                                                     |                            |